# Lista de jornais do Peru
Esta é uma lista de jornais do Peru.

## Lista de jornais

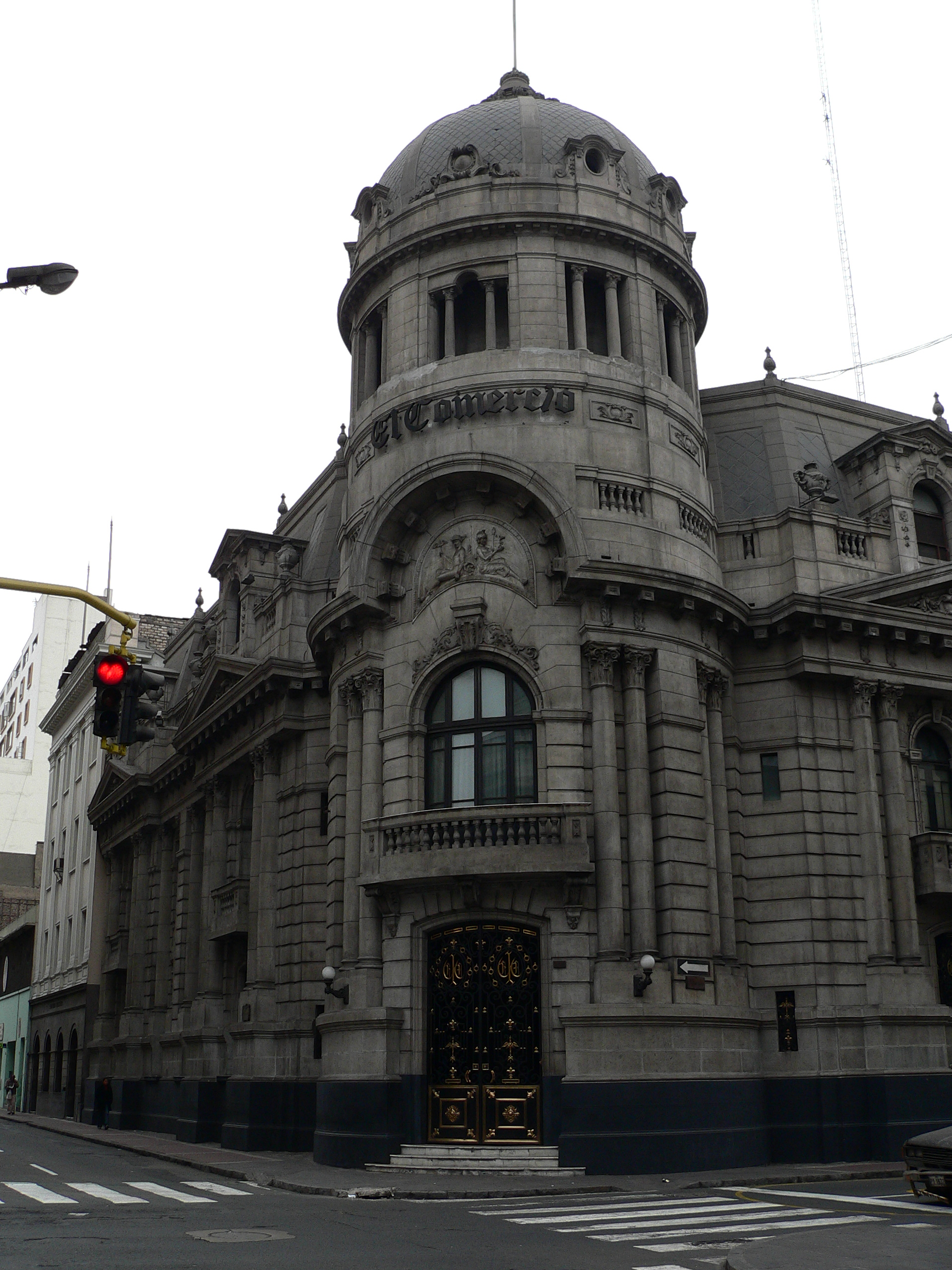
Sede do jornal El Comercio, no centro histórico de Lima.

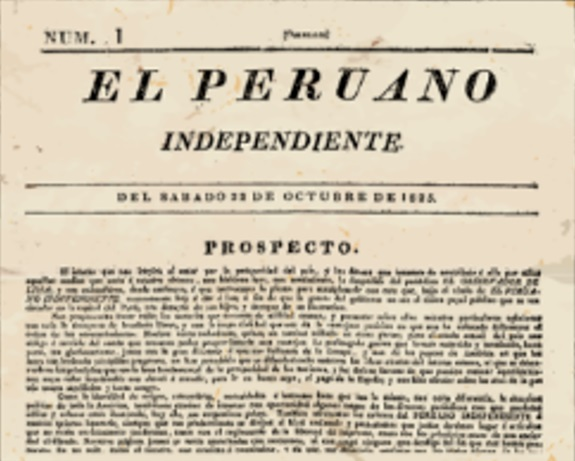
Primeira edição de El Peruano, em 1825.

- Ajá - Lima
- Los Andes
- El Bocón - Lima[1]
- El Chino - Lima
- El Comercio -  Lima;[2][1] de propriedade do conglomerado Grupo El Comercio
- La Crónica
- Cronicawan - Primeiro jornal de língua quéchua distribuído nacionalmente no Peru
- Diario El Callao
- Diario Correo - Lima[1]
- Diario del Cusco - Cusco[1]
- Expreso - Lima[3][1]
- Extra (Peru)
- Gestion - Lima
- Hoy - Huánuco
- La Industria (Chiclayo)
- La Industria (Trujillo)[1]
- La Nación
- Ojo - Lima[4][1]
- Perú 21[5][1]
- El Peruano
- El Popular - Lima
- La Primera - Lima
- La Razón - Lima[6]
- La República - Lima; um jornal de centro-esquerda[7][1]
- El Tiempo - Chiclayo[8][1]
- La Tribuna
- Últimas Noticias (Valle Jequetepeque)

## Extintos

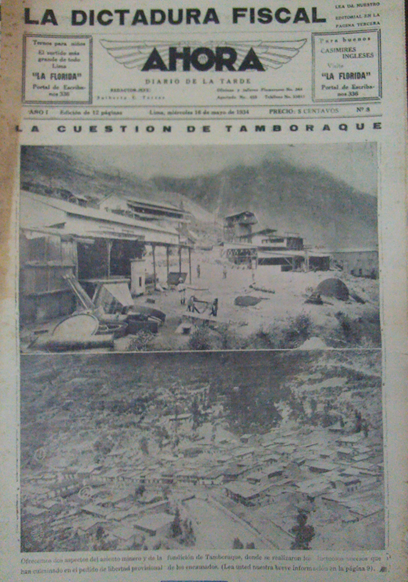
Diario Ahora, de Lima.

- Diario Ahora (Lima)
- Gaceta de Lima
- La Industria de Piura
- Mercurio Peruano
- Los Parias, 1904-1910
- La Prensa (Peru), 1903-1984
- La Razón (Peru), criado em 1919
- Última Hora (Peru), 1950-1992
- La Unión (Peru)
- La Voz de Chincha, criado em 1924

## Leitura complementar
- «Peru: Diretória: Imprensa». Europa World Year Book. [S.l.]: Taylor & Francis. 2004. ISBN 978-1-85743-255-8